# Теракт в Ратчапрасоне (2015)
Теракт в Ратчапрасонге произошёл 17 августа 2015 около Алтаря Эраван на перекрёстке Ратчапрасонг в районе Патхумван в Бангкоке, столице Таиланда.

## Предшествующие события
До этого теракта в Таиланде в том же году произошло ещё два взрыва. В феврале 2015 года в Бангкоке на монтажном мостике Ратчапрасонга возле соседнего торгового центра Siam Paragon были взорваны две бомбы, ранив трёх человек, как полагают, эти взрывы были совершены на политической почве. В апреле 2015 в гараже на острове Самуй взорвался заминированный автомобиль, в результате чего семь человек получили ранения.
| Страна     | Количество |
| ---------- | ---------- |
| Китай      | 1          |
| Филиппины  | 1          |
| Таиланд    | 10         |
| Неизвестно | 7          |
| Всего      | 19         |

## Теракт
17 августа 2015, приблизительно в 18:56 по местному времени, на оживлённом перекрёстке Ратчапрасонга в центре Бангкока около Алтаря Эраван взорвалась бомба. Королевская полиция Таиланда сообщила, что 3 килограмма (6.6 фунтов) TNT были заложены в самодельную бомбу и оставлены под скамейкой, и что электронная схема, которая, как подозревают, использовалась в нападении, находилась в 30 метров (98 футов) от места взрыва. На записи с камер наблюдения было видно, что подозреваемый оставил рюкзак на месте происшествия незадолго до взрыва.
Ни одна из террористических группировок не взяла на себя ответственность за теракт. Считается, что взрывы были нацелены на подрыв туризма и экономики Таиланда. Начальник полиции, Сомиот Поомпанмун, заявил, что теракты в Бангкоке 17-18 августа 2015 года были связаны с решением Таиланда депортировать 109 уйгурских нелегальных мигрантов обратно в Китай и с подавлением торговли людьми в Таиланде.

### Второй эпизод
Второе взрывное устройство было сброшено с моста возле лодочной пристани 18 августа 2015 года в 13:30 по местному времени, но не причинило урона. Устройство, возможно, граната, было брошено на пирс Сатон под мостом Таксин в Бангкоке, но упало в воду реки Чаупхрая возле станции Сафан Таксин, где и взорвалось. Заместитель начальника полиции района сказал: «Если бы оно не упало в воду, то наверняка кто-то мог пострадать». Мост был поврежден.

### Жертвы
Большинство жертв взрыва были туристами, посещавшими святыню. Королевская тайская полиция сообщила, что 20 человек погибли и 125 получили ранения.
Среди погибших были шесть тайцев, пять малайзийцев, пять материковых китайцев, двое из Гонконга (включая одного британского гражданина, проживающего в Гонконге), один индонезиец и один сингапурец. Кроме того, среди пострадавших были граждане Австрии, Китая, Гонконга, Индонезии, Японии, Малайзии, Мали, Мальдив, Омана, Филиппин, Катара, Сингапура и Тайваня.

## Награда
Полиция предложила вознаграждение в один миллион батов за информацию, которая позволила бы арестовать террористов. 20 августа анонимный тайский бизнесмен увеличил эту сумму до двух миллионов бат, а затем до трех миллионов бат (84 000 долларов США). Ещё два миллиона бат (56 000 долларов США) предложил видный член движения «Красные рубашки», ещё два миллиона-сын бывшего премьер-министра Таксина Чиннавата, а также пять миллионов бат (140 000 долларов США) «тем чиновникам, которые проводят расследования и аресты». 31 августа начальник национальной полиции Сомёт Поомпанмунг вручил три миллиона бат сотрудникам полиции, чья работа привела к аресту подозреваемого во взрывах.

## Расследование
Следователи заявили, что они «уверены» в том, что человек, оставивший рюкзак на месте взрыва, был ответственен за теракт. На кадрах камеры видеонаблюдения, которые транслировались по всему миру, видно, как мужчина в шортах и жёлтой футболке снимает темный рюкзак, сидя на скамейке, а затем встает, кладет рюкзак под скамейку и уходит, глядя на свой телефон. Подозреваемый, вероятно, прибыл на тук-туке из переулка близ Хуалампхонг.
Начальник полиции Таиланда заявил, что нападение было совершено сетью, и опубликовал фоторобот «неопознанного иностранца», который был идентифицирован на кадрах видеонаблюдения как террорист. Ордер на его арест был выдан в день объявления награды за его поимку. Полиция также сообщает, что двое других людей в красно-белых футболках, замеченные на той же видеозаписи, рассматриваются как подозреваемые. Эти два предполагаемых сообщника были позже идентифицированы. Полиция заявила, что взрыв не был международным терактом, но отметила, что в нём участвовали несколько групп и не менее 10 человек. Премьер-министр Таиланда Прают Чан-Оча предостерег от преждевременных выводов о причине взрывов, поскольку «это может повлиять на международные дела».
На видео, снятом вскоре после первого взрыва, видно, как кто-то в синей рубашке пинает какой-то предмет в канал, где на следующий день произошёл второй взрыв. 27 августа был выдан ордер на арест этой неустановленной личности.
29 августа 2015 года полиция арестовала 28-летнего мужчину. Считается, что он не был террористом, но подозревается в его причастности. Его национальность не была установлена, но у него в квартире был найден поддельный турецкий паспорт, а также по меньшей мере 11 других турецких паспортов и всего более 200 паспортов в общей сложности, а также компоненты для изготовления бомбы. Посольство Турции в Бангкоке отрицает, что подозреваемый в взрыве бомбы, арестованный тайской полицией, является гражданином Турции. Второй иностранец был задержан около камбоджийской границы 1 сентября, и власти планировали провести тесты ДНК с использованием ДНК, обнаруженной в такси, в котором ехал террористом.
30 августа власти провели обыск в многоквартирном доме в Бангкоке, первоначально заявив журналистам, что ничего подозрительного обнаружено не было. Однако 31 августа власти объявили в специальном эфире, что были найдены новые материалы для изготовления бомб, и выдали ордер на арест 26-летнего Ванна Суансана, проживающего в Турции, и иностранца по имени Юсуф.
Предположительно, взрыв был осуществлен турецкой молодёжной организацией ультраправых националистов «Серые волки» в отместку за депортацию Таиланда подозреваемых в терроризме уйгуров обратно в Китай вместо того, чтобы позволить им поехать в Турцию для получения убежища. Китайский этнический уйгур, Адем Карадаг, был арестован тайской полицией в связи со взрывом после того, как в его квартире были найдены поддельные турецкие паспорта и материалы для изготовления бомб.
Арестованный подозреваемый признался тайским властям, что приехал из Турции и по поддельному паспорту отправился во Вьетнам, а затем проехал через Лаос и Камбоджу, дав взятки тайской пограничной полиции в Са Каео, чтобы пересечь границу из Камбоджи. Считается, что он снабдил уйгуров поддельными паспортами для поездки в Турцию.
26 сентября 31-летний Адем Карадаг был признан террористом на основании его собственного признания, а также других улик.
В феврале 2016 года Адем Карадаг, также известный как Билал Мохаммед, отказался от своего более раннего признания, которое, по словам его адвоката, было результатом пыток. Его сообщник, 26-летний Миераили Юсуфу, также отверг обвинения. Военный суд назначил проверку доказательств на 20-22 апреля 2016 года . В 2018 году было заявлено, что судебный процесс над подозреваемыми может занять ещё несколько лет.
На январь 2020 года судебное разбирательство находилось ещё в процессе.